# Pietro Mariani
Pietro Mariani (Rieti, 9 giugno 1962) è un allenatore di calcio ed ex calciatore italiano, di ruolo difensore.
Talento precoce al Torino, ha esordito in Serie A a 17 anni, ma problemi fisici lo hanno tenuto fuori dal campo nella seconda fase della sua carriera al Toro. Ha continuato per diversi anni in massima serie e sul tardi della carriera si è  stabilito nelle serie inferiori.
Dopo aver iniziato la sua carriera come attaccante, è stato spostato come difensore, ruolo che ha ricoperto fino al suo ritiro dal calcio giocato avvenuto alla notevole età di 41 anni.

## Carriera

### Giocatore
I primi calci dati da Mariani hanno luogo nel Cantalice, a pochi km da Rieti. Qui viene notato dagli osservatori del Torino che lo acquistano all'età di 13 anni, inserendolo nelle formazioni giovanili: qui compie tutta la trafila.
Allievi e Primavera, gol a raffica e un soprannome “figlio” delle sue magie in campo: Pedro Abracadabra. Di lui si accorge e un po’, calcisticamente, si innamora Gigi Radice, che a 17 anni lo convoca per il ritiro precampionato e non esita a farlo esordire in A addirittura alla prima giornata del torneo 1979-1980; succede che per la trasferta di Cagliari sia assente Paolino Pulici e,  proprio a ridosso della partita, dia forfait anche Pino Greco, un fantasista adattato a giocare, alla bisogna, di punta. Mariani rimane in campo 90 minuti, non segna (0-0 il risultato finale) ma convince. Tanto che l’inviato de La Stampa scrive: 
Nella sua prima annata in effetti non delude le attese. Segna due gol: uno in casa al Pescara (2-0 finale, firma il raddoppio dopo l’iniziale rete di Graziani) e uno all’Olimpico contro la Lazio (con rimonta e vittoria finale biancoceleste per 2-1 davanti a una vasta schiera di parenti e amici). E sempre all’Olimpico gioca qualche settimana dopo -subentrando a Pulici nei tempi supplementari - la finale di Coppa Italia contro la Roma finita ai rigori: lui calcia e trasforma il suo penalty, “tradiscono” dal dischetto invece Pecci, Graziani e Zaccarelli che consegnano in pratica il trofeo ai giallorossi di Liedholm.
Nel frattempo il Toro ha cambiato allenatore: a dieci giornate dalla fine Ercole Rabitti è subentrato a Radice e si guadagna la conferma per la stagione successiva. Che dovrebbe essere, per Mariani, quella della definitiva consacrazione ma che invece si rivela piuttosto deludente.
Anche l’annata 1981-1982 tradisce le aspettative. Parte titolare, ma quando poi rientra in Italia dalla spedizione con la nazionale under-20 si ritrova terza punta: nel Toro, che nel frattempo aveva venduto Graziani alla Fiorentina, è infatti esploso Alessandro Bonesso, suo compagno della Primavera e di un anno più vecchio. 

Mariani (in piedi, primo da sinistra) al nell'annata 1982-1983

Nell’estate ’82 il Toro lo dirotta in prestito al Catanzaro, dove Bruno Pace ha da poco sostituito in panchina Carletto Mazzone. La stagione del rilancio comincia bene: in rete contro la Cremonese in Coppa Italia e in campionato doppietta a Marassi contro la Sampdoria e gol al Militare contro il Genoa. Poi un blackout di più di quattro mesi; nel frattempo alla guida tecnica della squadra Saverio Leotta è subentrato a Pace e il Catanzaro scivola inesorabilmente in B. Mariani segna ancora un gol, al Verona, e proprio nelle battute finali della stagione si procura un grave infortunio al ginocchio che lo terrà fermo quasi due anni. Ironia del destino, il crack si produce proprio al Comunale di Torino in una partita di Coppa Italia contro i granata, per uno scontro fortuito con l’amico e compagno di giovanili Ezio Rossi. 
Il ritorno al Toro lo vede più a girare cliniche e ospedali che ad allenarsi al Filadelfia. Zero presenze nel 1983-1984; nel 1984-1985 qualche sporadica apparizione in Coppa Italia e una sola presenza in campionato (i due minuti finali di Torino-Roma, ultima giornata). A 23 anni la sua carriera sembra addirittura a rischio. Il Toro continua però a credere in lui: nonostante ricadute varie e la lesione al tendine d’Achille nel corso del ritiro precampionato dell’estate ‘85 rimane nell’orbita granata anche nelle due stagioni successive segnando due gol in campionato (uno nel 1985-1986 a Napoli e uno nel 1986-1987 al Brescia).
Nel 1987 lascia il club per approdare proprio al Brescia appena retrocesso in serie cadetta. Il primo anno, con Giorgi in panchina, Mariani segna 8 reti ma la squadra fallisce nel tornare in A. Incolore (solo 3 centri) anche la stagione successiva. La svolta nella carriera di Pedro avviene nel 1989-1990: solo un gol per lui, che nel frattempo però cambia ruolo. L’allenatore romagnolo Franco Varrella, uno dei tanti discepoli “zonaroli” di Arrigo Sacchi, lo sposta sulla fascia: esterno di centrocampo e all’occorrenza anche terzino; la trasformazione gli vale il personale ritorno in A.

Mariani (in piedi, secondo da destra) al nell'annata 1990-1991

Trapattoni lo vorrebbe, come rincalzo di lusso, all’Inter, ma lui alla fine sceglie Bologna, dove gli garantiscono una maglia da titolare. Dopo poche giornate del torneo 1990-1991, poi, ritrova l’antico maestro Gigi Radice, colui che lo aveva fatto esordire a soli 17 anni, in sostituzione di Franco Scoglio. A fine campionato il Bologna scivola in B, ma in quella stagione Pedro si toglie lo sfizio di tornare a giocare in Europa, con i rossoblù che arrivano ai quarti di Coppa Uefa dove vengono eliminati dallo Sporting Lisbona. Nonostante la retrocessione, lui rimane. L’anno dopo il suo raggio d’azione in campo arretra ulteriormente: con in panchina prima Sonetti e poi Maifredi, Mariani diventa un affidabile difensore centrale. Da qui in poi non tornerà più a calcare i prestigiosi campi della Serie A, ma lascerà comunque ottimi ricordi in tutte le piazze poi frequentate; su tutte, il triennio a Venezia (sempre in B, dal 1992 al 1995). Giocherà ancora in altre cinque squadre: Savoia, Fidelis Andria (dove vince il campionato di C1 della stagione 1996-1997), Padova, Benevento (dove è ancora ricordato per la promozione in C1 e un gol in uno spareggio-salvezza con l’Andria), per chiudere nel Rieti, in D, a 41 anni nel 2003.

### Nazionale
Disputa alcune gare con la nazionale Under-21; nell'ottobre del 1981 parte per l’Australia, convocato in nazionale Under-20 per i Mondiali di categoria: spedizione disastrosa, con l’Italia di Italo Acconcia che perde le tre partite del girone contro Corea del Sud, Brasile e Romania. Unica consolazione il suo gol (l’unico degli azzurri) nell’1-4 contro i coreani.

### Allenatore
Nella prime due stagioni successive al ritiro, riveste il ruolo di vice-allenatore del Benevento. Nel 2005 passa alla guida del Giorgio Ferrini Benevento, squadra militante nella Promozione campana, dove rimane per due anni. Dal 2007 al 2009 è allenatore della formazione allievi nazionali del Benevento.

### Dopo il ritiro
Ha allenato in una scuola calcio a Debrecen, collabora come istruttore tecnico e talent scout a una scuola calcio in Basilicata, l'ASD Fosso San Rocco Bernalda, e fa l’opinionista in una tv locale campana, LabTV. Nel 2012 allena il La Sabina , nel  2018 è consulente del Chiusi
Gestisce un'azienda di articoli sportivi, Mariani Sport, con sede a Campoloniano e a Terminillo, che è uno dei, se non il, principale fornitore delle squadre di calcio reatine, dalla Rieti stessa al Cantalice passando per le società minori.

## Statistiche

### Presenze e reti nei club
| Stagione              | Squadra               | Campionato            | Campionato | Campionato | Coppe nazionali | Coppe nazionali | Coppe nazionali | Coppe continentali | Coppe continentali | Coppe continentali | Altre coppe | Altre coppe | Altre coppe | Totale | Totale | Totale |
| Stagione              | Squadra               | Comp                  | Pres       | Reti       | Comp            | Pres            | Reti            | Comp               | Pres               | Reti               | Comp        | Pres        | Reti        | Pres   | Reti   |        |
| --------------------- | --------------------- | --------------------- | ---------- | ---------- | --------------- | --------------- | --------------- | ------------------ | ------------------ | ------------------ | ----------- | ----------- | ----------- | ------ | ------ | ------ |
| 1979-1980             | Torino                | A                     | 11         | 2          | CI              | 5               | 0               | UEFA               | 0                  | 0                  | -           | -           | -           | 16     | 2      |        |
| 1980-1981             | Torino                | A                     | 12         | 0          | CI              | 7               | 0               | UEFA               | 3                  | 1                  | -           | -           | -           | 22     | 1      |        |
| 1981-1982             | Torino                | A                     | 26         | 0          | CI              | 8               | 2               | -                  | -                  | -                  | -           | -           | -           | 34     | 2      |        |
| Totale Torino         | Totale Torino         | Totale Torino         | 49         | 2          |                 | 20              | 2               |                    | 3                  | 1                  |             | -           | -           | 72     | 5      |        |
| 1982-1983             | Catanzaro             | A                     | 23         | 4          | CI              | 7               | 1               | -                  | -                  | -                  | -           | -           | -           | 30     | 5      |        |
| 1983-1984             | Torino                | A                     | 0          | 0          | CI              | 0               | 0               | -                  | -                  | -                  | -           | -           | -           | 0      | 0      |        |
| 1984-1985             | Torino                | A                     | 1          | 0          | CI              | 4               | 0               | -                  | -                  | -                  | -           | -           | -           | 5      | 0      |        |
| 1985-1986             | Torino                | A                     | 9          | 1          | CI              | 5               | 1               | UEFA               | 0                  | 0                  | -           | -           | -           | 14     | 2      |        |
| 1986-1987             | Torino                | A                     | 6          | 1          | CI              | 4               | 0               | UEFA               | 1                  | 0                  | -           | -           | -           | 0      | 0      |        |
| Totale Torino         | Totale Torino         | Totale Torino         | 16         | 2          |                 | 13              | 1               |                    | 1                  | 0                  |             | -           | -           | 30     | 3      |        |
| 1987-1988             | Brescia               | B                     | 36         | 8          | CI              | 5               | 0               | -                  | -                  | -                  | -           | -           | -           | 41     | 8      |        |
| 1988-1989             | Brescia               | B                     | 31         | 3          | CI              | 7               | 1               | -                  | -                  | -                  | -           | -           | -           | 38     | 4      |        |
| 1989-1990             | Brescia               | B                     | 33         | 1          | CI              | 1               | 0               | -                  | -                  | -                  | -           | -           | -           | 34     | 1      |        |
| Totale Brescia        | Totale Brescia        | Totale Brescia        | 100        | 12         |                 | 13              | 1               |                    | -                  | -                  |             | -           | -           | 113    | 13     |        |
| 1990-1991             | Bologna               | A                     | 29         | 2          | CI              | 5               | 1               | UEFA               | 7                  | 1                  | -           | -           | -           | 41     | 4      |        |
| 1991-1992             | Bologna               | B                     | 29         | 0          | CI              | 2               | 0               | -                  | -                  | -                  | -           | -           | -           | 31     | 0      |        |
| Totale Bologna        | Totale Bologna        | Totale Bologna        | 58         | 2          |                 | 7               | 1               |                    | 7                  | 1                  |             | -           | -           | 72     | 4      |        |
| 1992-1993             | Venezia               | B                     | 32         | 2          | CI              | 4               | 0               | -                  | -                  | -                  | -           | -           | -           | 36     | 2      |        |
| 1993-1994             | Venezia               | B                     | 32         | 2          | CI              | 6               | 0               | -                  | -                  | -                  | -           | -           | -           | 38     | 2      |        |
| 1994-1995             | Venezia               | B                     | 26         | 0          | CI              | 1               | 0               | -                  | -                  | -                  | -           | -           | -           | 27     | 0      |        |
| Totale Venezia        | Totale Venezia        | Totale Venezia        | 90         | 4          |                 | 11              | 0               |                    | -                  | -                  |             | -           | -           | 101    | 4      |        |
| 1995-1996             | Savoia                | C1                    | 32         | 1          | CISC            | ?               | ?               | -                  | -                  | -                  | -           | -           | -           | 32+    | 1+     |        |
| 1996-1997             | Fidelis Andria        | C1                    | 33         | 2          | CI+CISC         | 2+?             | 0+?             | -                  | -                  | -                  | -           | -           | -           | 35+    | 2+     |        |
| giu.-nov. 1997        | Fidelis Andria        | B                     | 10         | 0          | CI              | 2               | 0               | -                  | -                  | -                  | -           | -           | -           | 12     | 0      |        |
| Totale Fidelis Andria | Totale Fidelis Andria | Totale Fidelis Andria | 43         | 2          |                 | 4+              | 0+              |                    | -                  | -                  |             | -           | -           | 47+    | 2+     |        |
| nov. 1997-1998        | Padova                | B                     | 7          | 0          | CI              | 0               | 0               | -                  | -                  | -                  | -           | -           | -           | 7      | 0      |        |
| 1998-1999             | Benevento             | C2                    | 22+3       | 2+0        | CISC            | ?               | ?               | -                  | -                  | -                  | -           | -           | -           | 25+    | 2+     |        |
| 1999-2000             | Benevento             | C1                    | 30         | 0          | CISC            | ?               | ?               | -                  | -                  | -                  | -           | -           | -           | 30+    | 0+     |        |
| 2000-2001             | Benevento             | C1                    | 31         | 2          | CISC            | ?               | ?               | -                  | -                  | -                  | -           | -           | -           | 31+    | 2+     |        |
| Totale Benevento      | Totale Benevento      | Totale Benevento      | 83         | 4          |                 | ?               | ?               |                    | -                  | -                  |             | -           | -           | 83+    | 4+     |        |
| 2001-2002             | Rieti                 | D                     | 23         | 0          | CISD            | ?               | ?               | -                  | -                  | -                  | -           | -           | -           | 23+    | 0+     |        |
| 2002-2003             | Rieti                 | D                     | 12         | 0          | CISD            | ?               | ?               | -                  | -                  | -                  | -           | -           | -           | 12+    | 0+     |        |
| Totale Rieti          | Totale Rieti          | Totale Rieti          | 35         | 0          |                 | ?               | ?               |                    | -                  | -                  |             | -           | -           | 35+    | 0+     |        |
| Totale carriera       | Totale carriera       | Totale carriera       | 536        | 33         |                 | 75+             | 6+              |                    | 11                 | 2                  |             | -           | -           | 622+   | 41+    |        |

### Cronologia presenze e reti in nazionale
| Cronologia completa delle presenze e delle reti in nazionale ― Italia under 21 | Cronologia completa delle presenze e delle reti in nazionale ― Italia under 21 | Cronologia completa delle presenze e delle reti in nazionale ― Italia under 21 | Cronologia completa delle presenze e delle reti in nazionale ― Italia under 21 | Cronologia completa delle presenze e delle reti in nazionale ― Italia under 21 | Cronologia completa delle presenze e delle reti in nazionale ― Italia under 21 | Cronologia completa delle presenze e delle reti in nazionale ― Italia under 21 | Cronologia completa delle presenze e delle reti in nazionale ― Italia under 21 |
| Data                                                                           | Città                                                                          | In casa                                                                        | Risultato                                                                      | Ospiti                                                                         | Competizione                                                                   | Reti                                                                           | Note                                                                           |
| ------------------------------------------------------------------------------ | ------------------------------------------------------------------------------ | ------------------------------------------------------------------------------ | ------------------------------------------------------------------------------ | ------------------------------------------------------------------------------ | ------------------------------------------------------------------------------ | ------------------------------------------------------------------------------ | ------------------------------------------------------------------------------ |
| 10-10-1980                                                                     | Lussemburgo                                                                    | Lussemburgo under 21                                                           | 1 – 3                                                                          | Italia under 21                                                                | Amichevole                                                                     | -                                                                              |                                                                                |
| 29-10-1980                                                                     | Bergamo                                                                        | Italia under 21                                                                | 0 – 1                                                                          | Spagna under 21                                                                | Amichevole                                                                     | -                                                                              |                                                                                |
| 31-10-1980                                                                     | Avellino                                                                       | Italia under 21                                                                | 1 – 0                                                                          | Danimarca under 21                                                             | Amichevole                                                                     | -                                                                              |                                                                                |
| 13-11-1980                                                                     | Bologna                                                                        | Italia under 21                                                                | 1 – 0                                                                          | Jugoslavia under 21                                                            | Qual. Europeo Under-21 1982                                                    | -                                                                              |                                                                                |
| 3-12-1980                                                                      | Salonicco                                                                      | Grecia under 21                                                                | 1 – 3                                                                          | Italia under 21                                                                | Qual. Europeo Under-21 1982                                                    | -                                                                              |                                                                                |
| 18-4-1981                                                                      | Ancona                                                                         | Italia under 21                                                                | 1 – 0                                                                          | Germania Est under 21                                                          | Amichevole                                                                     | -                                                                              |                                                                                |
| 27-10-1982                                                                     | Avezzano                                                                       | Italia under 21                                                                | 2 – 0                                                                          | Romania under 21                                                               | Amichevole                                                                     | -                                                                              |                                                                                |
| 11-11-1982                                                                     | -                                                                              | Cecoslovacchia under 21                                                        | 2 – 1                                                                          | Italia under 21                                                                | Amichevole                                                                     | -                                                                              |                                                                                |
| Totale                                                                         |                                                                                | Presenze                                                                       | 8                                                                              |                                                                                | Reti                                                                           | 0                                                                              |                                                                                |

| Cronologia completa delle presenze e delle reti in nazionale ― Italia under 20 | Cronologia completa delle presenze e delle reti in nazionale ― Italia under 20 | Cronologia completa delle presenze e delle reti in nazionale ― Italia under 20 | Cronologia completa delle presenze e delle reti in nazionale ― Italia under 20 | Cronologia completa delle presenze e delle reti in nazionale ― Italia under 20 | Cronologia completa delle presenze e delle reti in nazionale ― Italia under 20 | Cronologia completa delle presenze e delle reti in nazionale ― Italia under 20 | Cronologia completa delle presenze e delle reti in nazionale ― Italia under 20 |
| Data                                                                           | Città                                                                          | In casa                                                                        | Risultato                                                                      | Ospiti                                                                         | Competizione                                                                   | Reti                                                                           | Note                                                                           |
| ------------------------------------------------------------------------------ | ------------------------------------------------------------------------------ | ------------------------------------------------------------------------------ | ------------------------------------------------------------------------------ | ------------------------------------------------------------------------------ | ------------------------------------------------------------------------------ | ------------------------------------------------------------------------------ | ------------------------------------------------------------------------------ |
| 3-10-1981                                                                      | Melbourne                                                                      | Italia under 20                                                                | 1 – 4                                                                          | Corea del Sud under 20                                                         | Mondiali Under-20 1981 - Gironi                                                | 1                                                                              |                                                                                |
| 6-10-1981                                                                      | Melbourne                                                                      | Brasile under 20                                                               | 1 – 0                                                                          | Italia under 20                                                                | Mondiali Under-20 1981 - Gironi                                                | -                                                                              |                                                                                |
| 8-10-1981                                                                      | Melbourne                                                                      | Italia under 20                                                                | 0 – 1                                                                          | Romania under 20                                                               | Mondiali Under-20 1981 - Gironi                                                | -                                                                              |                                                                                |
| Totale                                                                         |                                                                                | Presenze                                                                       | 3                                                                              |                                                                                | Reti                                                                           | 1                                                                              |                                                                                |

## Palmarès

### Giocatore

#### Club
- Campionato italiano Serie C1: 1

Fidelis Andria: 1996-1997 (girone B)